# Tostão
Eduardo Gonçalves de Andrade (sinh 25 tháng 1 năm 1947 tại Belo Horizonte), nổi tiếng với biệt danh Tostão, là cựu cầu thủ bóng đá người Brasil.
Giống như phần lớn các cầu thủ bóng đá Brasil khác, ông được đặt cho một biệt danh khi mới bắt đầu sự nghiệp bóng đá. Biệt danh của ông là Tostão, nghĩa là đồng xu nhỏ. Tostão là một tiền đạo thông minh, phần lớn sự nghiệp chơi cho câu lạc bộ Brasil Cruzeiro và tạo nên một cặp bài trùng với Pelé trong màu áo đội tuyển quốc gia giành chức vô địch thế giới năm 1970. Tostão cùng lứa cầu thủ Brazil ở giải này như Carlos Alberto, Jairzinho, Rivelino và nhất là Pelé vẫn được xem là lứa cầu thủ xuất sắc nhất qua mọi thời đại của Brazil . Sau khi tham dự World Cup 1970, ông về đầu quân cho Vasco da Gama.
Năm 1971, ông là cầu thủ đầu tiên nhận được danh hiệu Cầu thủ xuất sắc nhất Nam Mỹ.
Tostão bị chứng bệnh bong võng mạc vào năm 1969 khi ông bị một quả bóng đập trúng mặt trong một trận đấu gặp Corinthians. Chấn thương này đã làm giảm sự hiệu quả của ông ở World Cup 1970, và đến khi chứng bệnh đó tái phát vào năm 1973 thì ông quyết định giải nghệ bóng đá khi mới có 26 tuổi.
Từ giã bóng đá và vinh quang, Tostão trở thành một bác sĩ. Trong vòng 10 năm trở lại đây, ông lại quay lại với bóng đá với vai trò là phóng viên và bình luận viên trên truyền hình.